# Rasa di Varese
Rasa di Varese is een plaats (frazione) in de Italiaanse gemeente Varese.